# Gheorghe Covaciu
Gheorghe Covaciu (n. 8 iulie 1957, Buzău, România) este un fost handbalist român, care a făcut parte din lotul echipei naționale de handbal a României, medaliată cu bronz olimpic la Los Angeles 1984. Actualmente el este antrenorul echipei feminine de handbal C.S.M. Roman.